# Еріх фон Боцгайм
Барон Еріх Готтфрід фон Боцгайм (нім. Erich Gottfried Freiherr von Botzheim; 10 січня 1871, замок Маттзіс, Туссенгаузен — 28 березня 1958, Мюнхен) — німецький офіцер, генерал-лейтенант рейхсверу і вермахту.

## Біографія

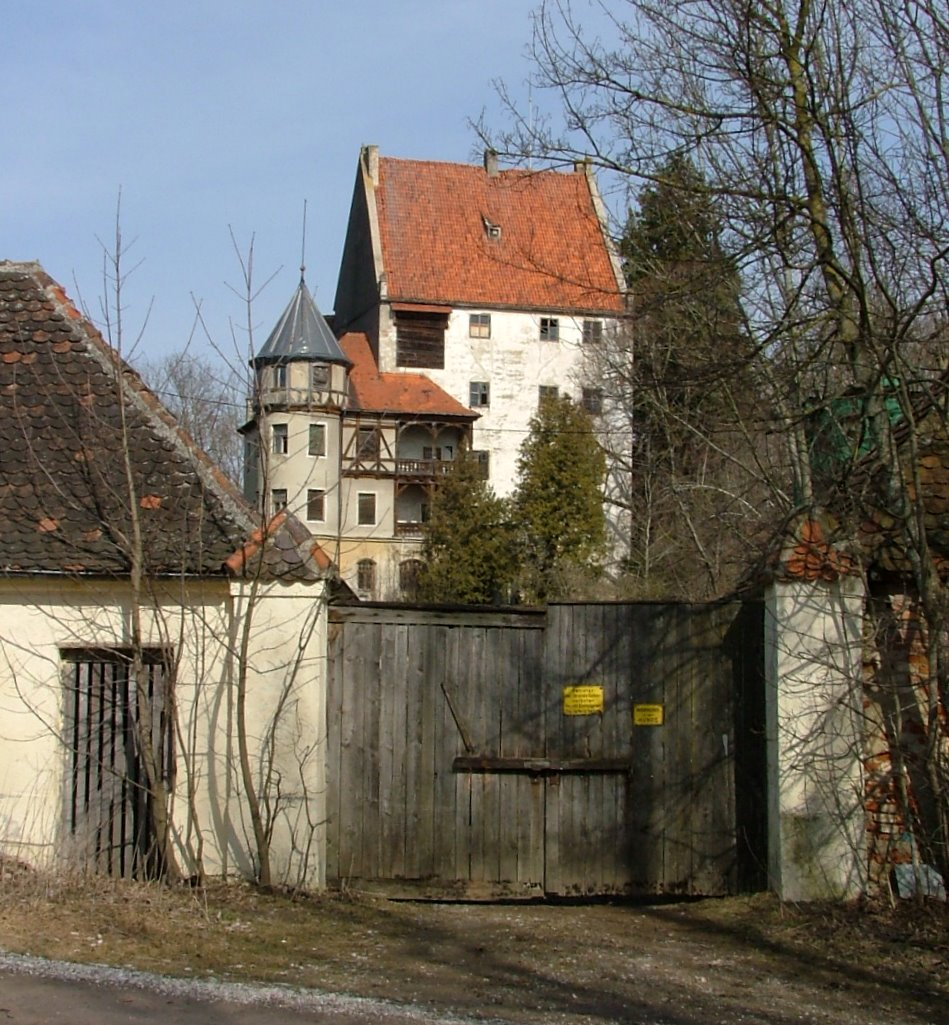
Замок Маттзіс.

Представник давнього ельзаського роду. Син оберлейтенанта барона Фердинанда фон Боцгайма (1837–1892) і його дружини Софії, уродженої де Ружмон (1845–1915). Після смерті батька разом з братом Альбертом (1868–1955) і сестрою Луїзою (1873) успадкував сімейний замок Маттзіс як спільну власність. В 1905 році вони продали замок своєму двоюрідному брату, барону Вальтеру фон Ружмону.
23 липня 1889 року вступив в Баварську армію, служив в артилерії. Учасник Першої світової війни. Після демобілізації армії залишений в рейхсвері. 30 квітня 1927 року звільнений у відставку.
19 серпня 1940 року переданий в розпорядження вермахту і призначений комендантом табору для полонених офіцерів IV B у фортеці Кенігштайн. З 10 лютого 1941 року — командувач військовополоненими в 4-му військовому окрузі. 22 червня 1942 року відправлений в резерв. 31 серпня 1942 року звільнений у відставку.

## Сім'я
22 березня 1899 року одружився в Мюнхені з баронесою Генрієттою фон Імгофф (1874), сестрою майбутнього генерал-майора люфтваффе барона Зігмунда фон Імгоффа. В пари народились 2 дітей — Альберт (1900) і Едіт (1902).

## Звання
- Фенріх (23 липня 1889)
- Другий лейтенант (1 березня 1891)
- Перший лейтенант (24 квітня 1896)
- Гауптман (10 серпня 1902)
- Майор (3 березня 1911)
- Оберстлейтенант (17 квітня 1917)
- Оберст (18 грудня 1920)
- Генерал-майор (16 липня 1923)
- Генерал-лейтенант (16 липня 1923)
- Генерал-лейтенант до розпорядження (1940)

## Нагороди
- Медаль принца-регента Луїтпольда
- Орден Червоного орла 4-го класу
- Хрест «За вислугу років» (Баварія) 2-го класу
- Залізний хрест 2-го і 1-го класу
- Орден «За військові заслуги» (Баварія) 3-го класу з мечами
- Почесний хрест ветерана війни з мечами